# Пинчук, Константин Николаевич
Константи́н Никола́евич Пинчу́к (укр. Костянтин Миколайович Пінчук; 24 декабря 1973, Ворошиловград) — украинский футболист, защитник и полузащитник.

## Карьера
С 1992 по 1993 год выступал за луганское «Динамо», в 46 матчах первенства забил 16 голов, и ещё 4 встречи сыграл в Кубке Украины. В начале 1994 года пополнил ряды клуба «Заря-МАЛС», в составе которого провёл 17 игр в Высшей лиге Украины, после чего вернулся в «Динамо», где затем выступал до лета 1995 года, сыграв за это время 31 матч и забив 21 мяч в первенстве, и ещё проведя 1 встречу и забив 1 гол в Кубке.
С лета 1995 до конца 1997 года играл за мариупольский «Мариуполь» (называвшийся в те годы в том числе и «Металлургом»), стал в его составе победителем Второй лиги и бронзовым призёром Первой лиги Украины, всего проведя 76 матчей и забив 32 мяча в лиге (из них 9 игр и 2 гола в Высшей лиге), и ещё сыграв 3 встречи и забив 1 мяч в Кубке Украины.
Сезон 1998 года провёл в «Кубани», в 18 матчах забил 5 голов. В 1999 году играл за смоленский «Кристалл», принял участие в 8 встречах команды.
С 2001 по 2002 год играл за луганский «Шахтёр» в чемпионате ААФУ, в 20 матчах забил 23 мяча, чем помог команде стать победителем турнира в 2001 году и получить право выхода во Вторую лигу. Кроме того, 21 октября 2001 года провёл 1 игру в составе «Монолита» в матче со своим «Шахтёром».
С 2002 по 2003 год выступал за «Шахтёр» уже во Второй лиге, в 24 матчах первенства забил 12 голов, и ещё 1 встречу провёл в Кубке. С лета 2003 года играл за «Молнию» в турнире ААФУ, в 6 матчах отметился 3 мячами.
В начале 2004 года перешёл в «Авангард-Интер», провёл 14 игр и забил 6 голов в первенстве. Сезон 2004/05 провёл снова в «Молнии», но уже во Второй лиге Украины, в 22 матчах которой отметился 11 мячами.
С сентября по ноябрь 2006 года играл за днепродзержинскую «Сталь», провёл 10 встреч в первенстве и 1 матч в Кубке Украины. В ноябре 2007 года сыграл в 2 встречах луганского «Коммунальника» во Второй лиге.
28 октября 1992 года вышел на замену и провёл на поле 38 минут в составе молодёжной сборной Украины в домашнем матче против сверстников из Беларуси.

## Достижения
- Бронзовый призёр Первой лиги Украины (выход в Высшую лигу): 1996/97

## После карьеры
После завершения карьеры профессионального футболиста продолжает выступления на любительском уровне, играет за команду «Заря-Ветераны — Бесплатка».
8 августа 2015 года являлся главным тренером сборной ЛНР в товарищеском матче против ДНР (4:1).

## Семья
Сын футболиста Николая Пинчука, становившегося чемпионом СССР в составе «Зари» в 1972 году